# Andro Bušlje
Andro Bušlje (Dubrovnik, 1986. január 4. –) olimpiai- (2012), világ- (2007) és Európa-bajnok (2010) horvát válogatott vízilabdázó, a Posillipo Napoli bekkje.